# Desa Simpasai (administrativ by i Indonesien, lat -8,70, long 118,67)
Desa Simpasai är en administrativ by i Indonesien.   Den ligger i provinsen Nusa Tenggara Barat, i den centrala delen av landet, 1 300 km öster om huvudstaden Jakarta.